# Zephyranthes texana
Zephyranthes texana là một loài thực vật có hoa trong họ Amaryllidaceae. Loài này được Hook. miêu tả khoa học đầu tiên.